# 张家骅
张家骅（1915年4月11日—？），男，福建福州人，中国原子核物理学家，曾任中国科学院上海原子核研究所所长、名誉所长、研究员。